# Impulsa Elsterwerda

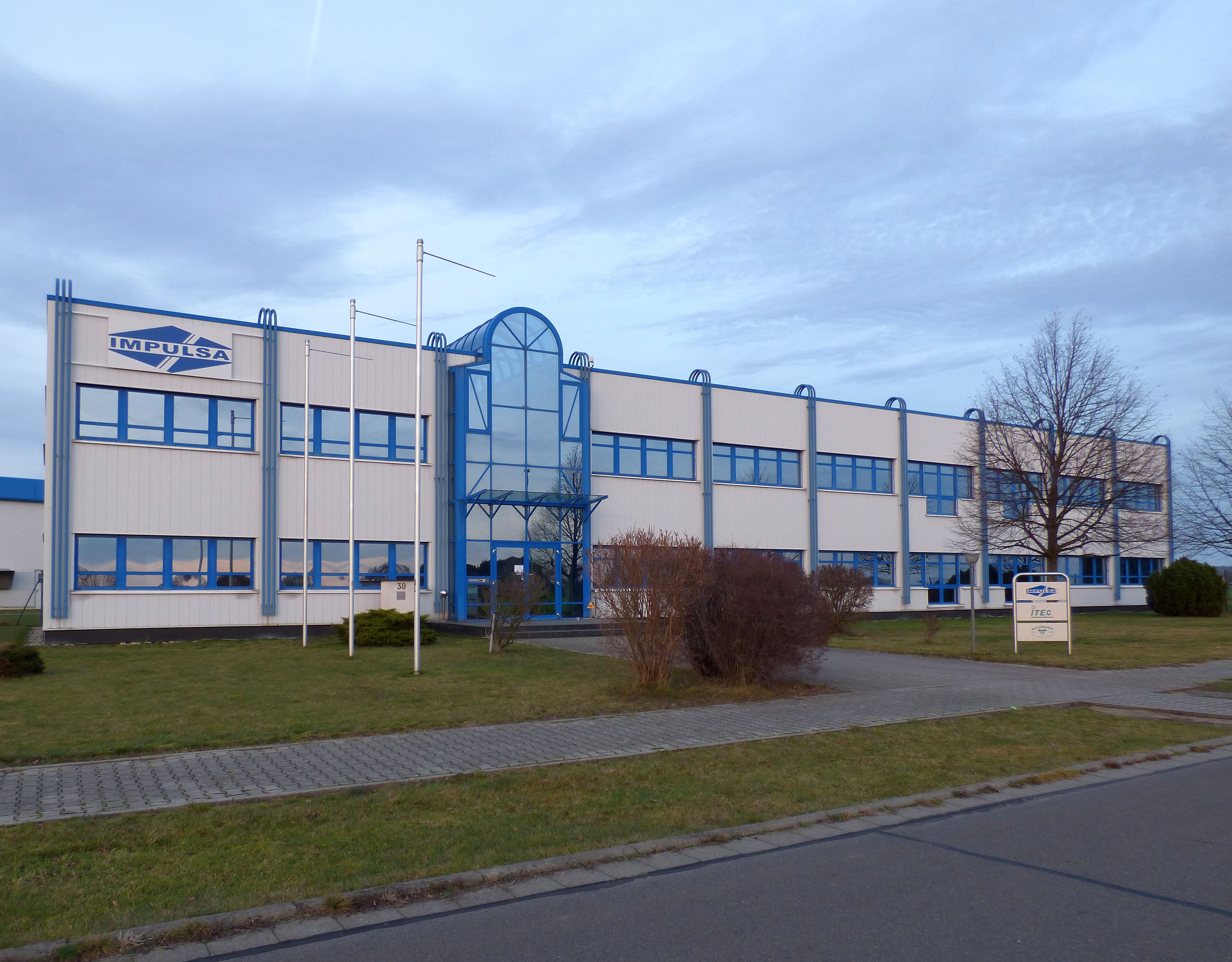
Impulsa-Werk in Elsterwerda

Der Betrieb Elfa, später Impulsa Elsterwerda, wurde im Rahmen des Landmaschinenbaus der DDR Anfang der 1950er-Jahre für die Melktechnik profiliert und konnte sich international zu einem führenden Hersteller auf diesem Gebiet entwickeln. Im Zeitraum 1970 bis 1978 hatte das Unternehmen den Status eines Kombinates.

## Geschichte

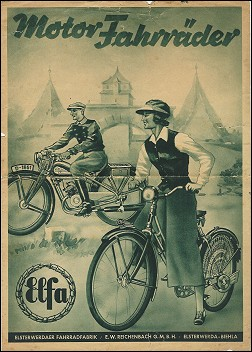
Ein Elfa-Prospekt aus den 1930er-Jahren

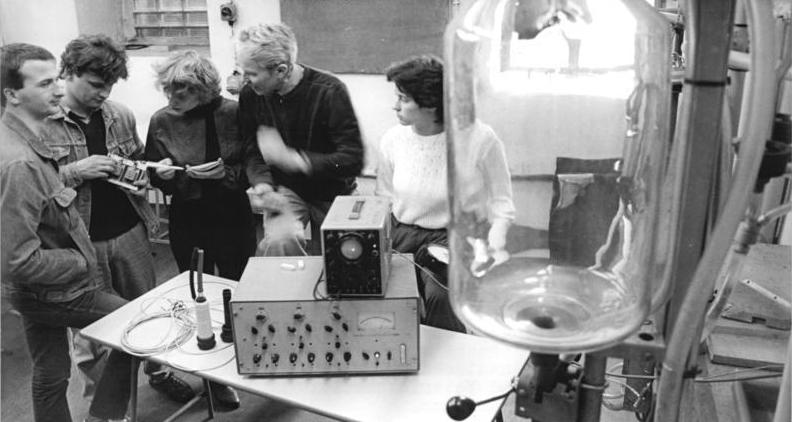
Im Auftrag des VEB Anlagenbau Impulsa Elsterwerda führen die Studenten der Sektion Tierproduktion-Veterinärmedizin an der Karl-Marx-Universität Leipzig u. a. Forschungsarbeiten für Melkanlagen durch.

Das Elfa-Werk in Elsterwerda wurde 1894 für die Produktion von Fahrrädern gegründet. Ab Ende der 1920er-Jahre kamen Motorräder dazu. Mitte der 1930er-Jahre erfolgte der Einstieg in die Rüstungsproduktion. Im April 1945 wurde das Werk durch einen Bombenangriff völlig zerstört. Mit geborgenem Material und Maschinen konnte nach dem Krieg zunächst eine Produktion von Fahrrädern und anderen Gebrauchsgegenständen aufgenommen werden. Ab 1948 wurden rotierende Druckluftbohr- und -schleifmaschinen produziert.
1952 erhielt der Betrieb den Auftrag zur Entwicklung und Produktion von Melkanlagen. Gleichzeitig wurde er der VVB  Land-, Bau- und Holzbearbeitungsmaschinen zugeordnet. Auf dem Gebiet Erzeugnisentwicklung wurde 1955 in Elsterwerda die Zentrale Forschungs- und Entwicklungsstelle für Milchgewinnung gebildet, die später in den Betrieb Elfa integriert wurde. Bereits ab 1957 kamen die Erzeugnisse des Betriebes Elfa Elsterwerda unter dem Warenzeichen „IMPULSA“ auf den Markt. Der Betrieb hatte sich von 170 Beschäftigten im Jahre 1952 auf etwa 1000 Beschäftigte im Jahre 1965 entwickelt.
1970 wurde das Kombinat Impulsa mit Sitz in Elsterwerda gegründet. Es hatte 1970 etwa 5.000 Beschäftigte und war verantwortlich für Entwicklung und Produktion von Maschinen und Ausrüstungen bzw. Anlagen für die Rinder- und Schweinehaltung und die Milchverarbeitung. In den 1970er-Jahren wurde das Potenzial des Kombinates vor allem auch durch die Zuordnung einer Reihe von Klein- und Mittelbetrieben erweitert, darunter auch der Betrieb Jessen. 1978 wurde das Kombinat Impulsa aufgelöst und die einzelnen Betriebe dem Kombinat Fortschritt Landmaschinen zugeordnet. In Verbindung damit wurde der Betrieb Anlagenbau Impulsa Elsterwerda mit etwa 2.700 Beschäftigten gebildet. Dazu gehörten neben dem Betrieb in Elsterwerda Betriebsteile in Jessen und Annaburg sowie juristisch selbständige Betriebe in Zwenkau, Lobenstein und Burg.
Ende der 1980er-Jahre hatte der Betrieb Anlagenbau Impulsa Elsterwerda mit seinen Betriebsteilen in Jessen, Annaburg, Dresden, Pirna und Cottbus etwa 2.900 Beschäftigte, davon etwa 2.100 Beschäftigte am Standort Elsterwerda, und einen Umsatz von etwa 500 Mio. DDR-Mark. Nach turbulenter Entwicklung in den 1990er-Jahren bezüglich Erhalt und Privatisierung des Unternehmens entstand 2002 in Elsterwerda die Firma Impulsa AG, die auf den Traditionen und dem Erzeugnisprofil des ehemaligen Betriebes Elfa bzw. Anlagenbau Impulsa aufbaut. Ein weiteres Nachfolgeunternehmen ist die 1991 gegründete Annaburger Nutzfahrzeug GmbH in Annaburg.
Im Dezember 2024 wurde bekannt gegeben, dass die „Uebigauer Elektro- und Schaltanlagenbau GmbH (Uesa)“ die in wirtschaftliche Schwierigkeiten geratene Impulsa AG übernommen hat. Ziel dieser Übernahme war es, die Marktpräsenz der beiden Unternehmen in der Elektro- und Schaltanlagentechnik zu stärken und Synergieeffekte in der Produktion und Entwicklung zu nutzen.
Seit dem 1. Januar 2025 firmiert Impulsa weiterhin als eigenständige Aktiengesellschaft, jedoch mit strategischer Neuausrichtung. Die traditionsreiche Fertigung von Melkanlagen wurde eingestellt; stattdessen wird der Fokus auf Lohnfertigung, Blechbearbeitung und Systemkomponenten für Energie- und Elektrotechnik gelegt.
Im März 2025 kündigte der neue Vorstand um Mathias Brockmeier (CEO) eine tiefgreifende Umstrukturierung an: Neben dem Ausbau der CNC-Bearbeitung wurde auch die Einführung neuer Automatisierungsprozesse begonnen.
Im Juli 2025 wurde der Produktionsbereich mit einer hochmodernen Faserlaseranlage (Leihgabe der uemet GmbH) ausgestattet. Der Einsatz dieser Technologie dient der präzisen Bearbeitung von Stahlblechen für Gehäuse und Schaltschränke. Die neue Ausrichtung macht Impulsa zu einem wichtigen Zulieferer innerhalb des UESA-Konzerns.
Die Unternehmensleitung betonte, dass mit der Investition nicht nur die Wettbewerbsfähigkeit erhöht, sondern auch die Anzahl qualifizierter Arbeitsplätze in der Region Elbe-Elster erhalten und langfristig ausgebaut werden soll.

## Betriebe

Logo der heutigen Firma Annaburger

Mit der Kombinatsbildung im Jahre 1970 schuf man in Elsterwerda nur wenige zentralisierte Leitungs- und Leistungseinheiten für diese Wirtschaftseinheit. Im Wesentlichen wurde damit eine konzernartige Organisation und Leitung praktiziert bei weitgehender Selbständigkeit der Kombinatsbetriebe.
Die wichtigsten Betriebe des Kombinates Impulsa waren:
- Elfa Elsterwerda
- Landmaschinenbau Falkensee
- Kyffhäuserhütte Artern
- Dämpferbau Lommatzsch
- Fahrzeugwerk Annaburg
- Landtechnikprojekt Dresden

## Erzeugnisse

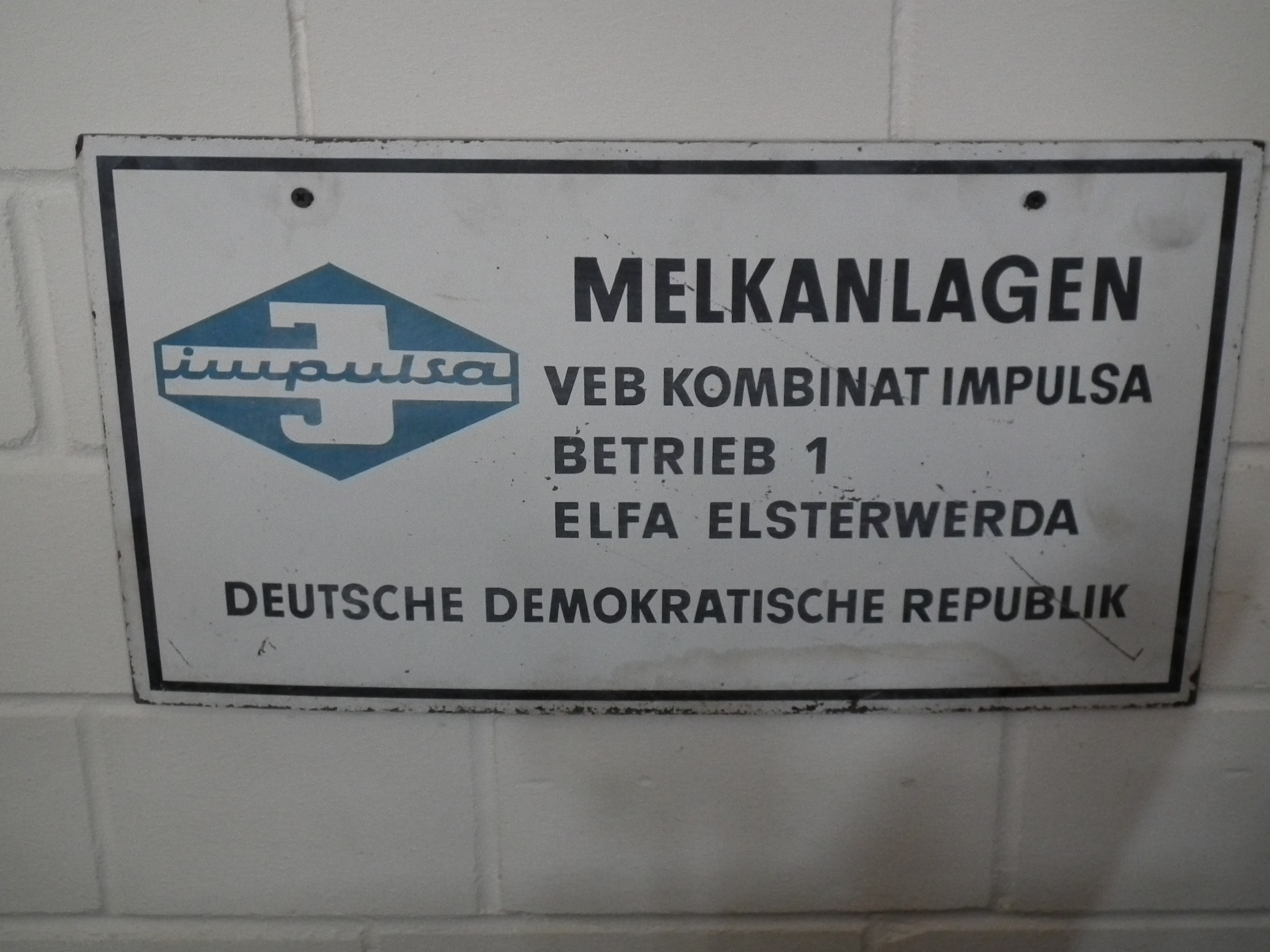
Schild für Melkanlagen von Impulsa

Ab 1953 erfolgte die Produktion der ersten Melkanlagen. Ende der 1950er war bereits ein umfangreiches Sortiment von Melkanlagen für unterschiedliche Bedingungen und Herdengrößen verfügbar, darunter:
- Kannen- und Rohrmelkanlagen auf der Basis der Melkmaschine M 59
- Melkstandsanlagen in Fischgrätenform des Typs M 601
- Fahrbare Weidemelkstände des Typs M 820

Ab Mitte der 1960er Jahre erfolgte die Einführung des IMPULSA-Physiomatik-Melksystems und der Melkkarussellanlagen für die Großanlagen der Tierproduktion.
Die Haupterzeugnisse ab Mitte der 1970er Jahre waren:
- Kannenmelkanlagen der Typenreihe M 610
- Rohrmelkanlagen der Typenreihen M 620/M 622
- Tandemmelkstandsanlagen der Typenreihen M 670/M 671/M 672
- Fischgrätenmelkstandsanlagen der Typenreihe M 632
- Melkkarussellanlagen in Tandemform (M 690-16) und in Fischgrätenform (M 691-40)
- Fahrbare Weidemelkstandsanlagen der Typenreihen M 685/M 686/M 687
- Milchkühlanlagen (Lager- und Durchlaufkühlung)
- Reinigungs- und Desinfektionstechnik
- Vakuumtankanhänger HTS 100.27, ab Mitte der 1980er Jahre als Baureihe mit Behältervolumen im Bereich von 3 bis 10 m³ (Programm des Betriebes bzw. Betriebsteils Annaburg)

In den 1980er Jahren wurde dieses Programm für Herdengrößen über 2.000 Kühe diversifiziert und weiterentwickelt (z. B. Melkkarussell M 692-60), das IMPULSA-Physiomatik-Melksystem in Richtung Automatisierung vervollkommnet und mit der Einführung eines Produktionskontroll- und -steuersystems in der Milchgewinnung begonnen. Dazu kamen Baureihen von Kipp- und Rollbodenanhängern mit Starrdeichsel mit 4 bis 10 t Nutzmasse.

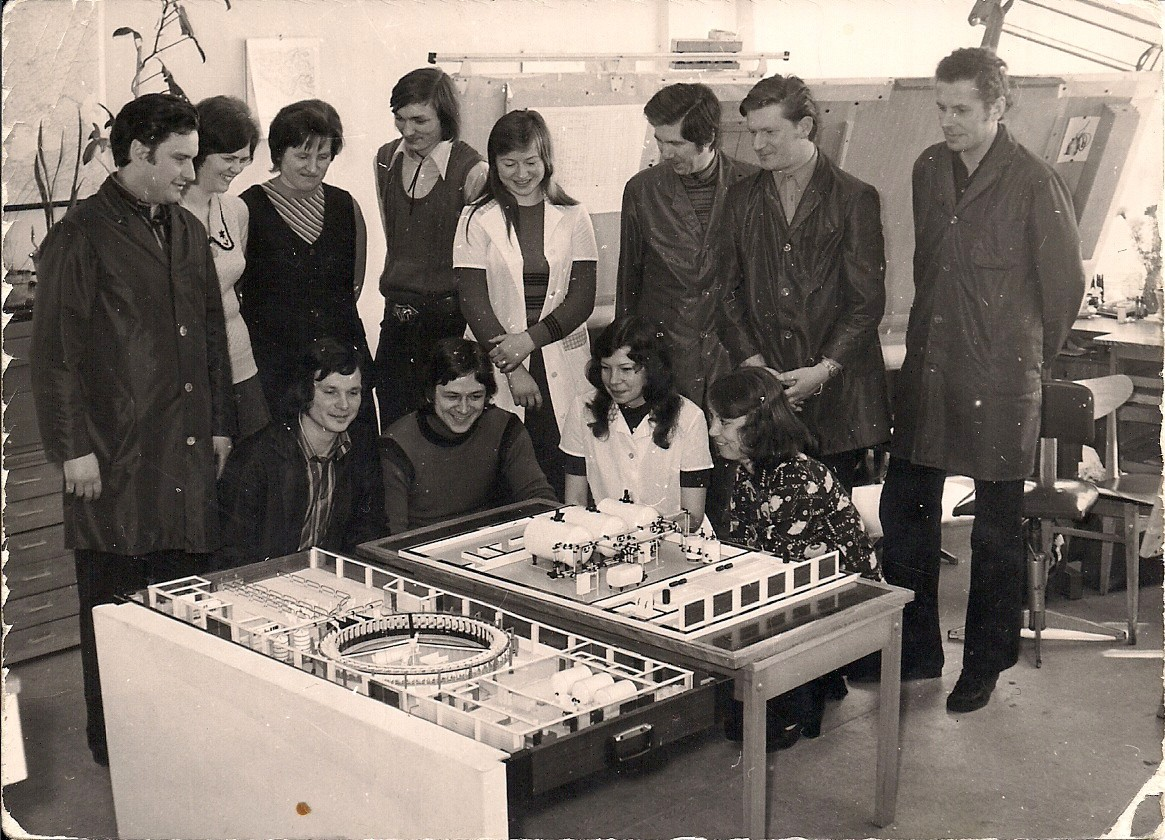
Entwicklungskollektiv Melkkarussell M 692-60

Im Zeitraum 1970 bis 1978 (Existenz des Kombinates Impulsa) kamen folgende Erzeugnisprogramme dazu:
- Milchverarbeitung (Programm des Betriebes Kyffhäuserhütte Artern)
- Förder- und Fütterungstechnik (Programme der Betriebe Landmaschinenbau Falkensee und Dämpferbau Lommatzsch)
- Projektierung und Realisierung von Großanlagen für die Tierhaltung (Programm des Betriebes Landtechnikprojekt Dresden)